# Rondeletia minutifolia
Rondeletia minutifolia är en måreväxtart som beskrevs av Ignatz Urban. Rondeletia minutifolia ingår i släktet Rondeletia och familjen måreväxter. Inga underarter finns listade i Catalogue of Life.